# Polisportiva Comunale Almennese Atalanta Femminile 2008-2009
Questa voce raccoglie le informazioni riguardanti la Polisportiva Comunale Almennese Atalanta Femminile nelle competizioni ufficiali della stagione 2008-2009.

## Stagione
Nel campionato di Serie A 2008-2009 il club terminò al 10º posto.

In Coppa Italia fu eliminata alla prima fase classificandosi 2ª nel girone G.

## Divise e sponsor
La tenuta di gioco riprendeva quella utilizzata dall'Atalanta maschile, con quella interna classica con maglia a strisce nerazzurre con colletto a V nero, abbinata a calzoncini e calzettoni neri e quella esterna completamente bianca, mentre il fornitore delle tenute era Erreà.
| 1ª divisa |  | 2ª divisa |

## Organigramma societario
Tratto dal sito Football.it.
Area amministrativa
- Presidente onorario: Michele Maraglino
- Segretario generale: Giacomo Mangili

Area tecnica
- Allenatore: Dennis Gionchilie (fino all'8 dicembre 2008), Michele Zonca (dal 9 dicembre 2008)
- Allenatore Primavera: Andrea Casu

## Rosa

### Serie A
Rosa e ruoli tratti dal sito Football.it.
| N. |                   | Ruolo | Calciatrice        |
| -- | ----------------- | ----- | ------------------ |
|    | Italia (bandiera) | P     | Carlotta Filippi   |
|    | Italia (bandiera) | P     | Monica Gamba       |
|    | Italia (bandiera) | D     | Claudia Benedetti  |
|    | Italia (bandiera) | D     | Maruska Bernardi   |
|    | Italia (bandiera) | D     | Marta Brasi        |
|    | Italia (bandiera) | D     | Eleonora Catania   |
|    | Italia (bandiera) | D     | Charlene Fenaroli  |
|    | Italia (bandiera) | D     | Monica Mammana     |
|    | Italia (bandiera) | D     | Chiara Nespoli     |
|    | Italia (bandiera) | D     | Valentina Pedretti |

| N. |                   | Ruolo | Calciatrice        |
| -- | ----------------- | ----- | ------------------ |
|    | Italia (bandiera) | C     | Alessandra Caio    |
|    | Italia (bandiera) | C     | Giulia Ferrandi    |
|    | Italia (bandiera) | C     | Chiara Frigerio    |
|    | Italia (bandiera) | C     | Raide Ravasio      |
|    | Italia (bandiera) | C     | Alessandra Rota    |
|    | Italia (bandiera) | C     | Andrea Scarpellini |
|    | Italia (bandiera) | C     | Giulia Spini       |
|    | Italia (bandiera) | A     | Cristina Bonometti |
|    | Italia (bandiera) | A     | Roberta Picchi     |
|    | Italia (bandiera) | A     | Penelope Riboldi   |

## Calciomercato

### Sessione estiva
| Acquisti | Acquisti         | Acquisti  | Acquisti   |
| R.       | Nome             | da        | Modalità   |
| -------- | ---------------- | --------- | ---------- |
| D        | Maruska Bernardi | ACF Milan | definitivo |
| D        | Eleonora Catania | ACF Milan | definitivo |
| D        | Monica Mammana   | Brescia   | definitivo |
| D        | Chiara Nespoli   | Brescia   | definitivo |
| C        | Raide Ravasio    | ???       |            |
| C        | Alessandra Rota  | ???       |            |

| Cessioni | Cessioni            | Cessioni  | Cessioni   |
| R.       | Nome                | a         | Modalità   |
| -------- | ------------------- | --------- | ---------- |
| P        | Alessia Gritti      | Mozzanica | definitivo |
| D        | Carlotta Fagiolini  | ???       |            |
| D        | Silvia Foresti      | ???       |            |
| D        | Federica Gambirasio | ???       |            |
| D        | Marianna Rota       | Mozzanica | definitivo |
| D        | Michela Teli        | ???       |            |
| D        | Stefania Zanoletti  | Brescia   | definitivo |
| D        | Elisa Zizioli       | Brescia   | definitivo |
| A        | Manuela Mangili     | Mozzanica | definitivo |

### Primavera
| N. |                   | Ruolo | Calciatrice         |
| -- | ----------------- | ----- | ------------------- |
|    | Italia (bandiera) | P     | Viola Bruno         |
|    | Italia (bandiera) | D     | Claudia Benedetti   |
|    | Italia (bandiera) | D     | Charlene Fenaroli   |
|    | Italia (bandiera) | D     | Federica Gambirasio |
|    | Italia (bandiera) | D     | Valentina Gasperoni |
|    | Italia (bandiera) | D     | Valentina Pedretti  |
|    | Italia (bandiera) | D     | Pamela Rovaris      |
|    | Italia (bandiera) | C     | Chiara Barcella     |

| N. |                   | Ruolo | Calciatrice      |
| -- | ----------------- | ----- | ---------------- |
|    | Italia (bandiera) | C     | Giulia Ferrandi  |
|    | Italia (bandiera) | C     | Laura Perniciaro |
|    | Italia (bandiera) | C     | Alice Pesenti    |
|    | Italia (bandiera) | C     | Ylenia Rota      |
|    | Italia (bandiera) | A     | Ilaria Bertè     |
|    | Italia (bandiera) | A     | Alessia Pandolfi |
|    | Italia (bandiera) | A     | Roberta Picchi   |

## Risultati

### Serie A

#### Girone di andata
| Arbitro: | Bianchi (Como) |

|               |           |                                 |
| Bonometti 53’ | Marcatori | 34’, 89’ Sedonati 91’ Camporese |

| Arbitro: | Tuninetti (Chivasso) |

|                |           |                           |
| Sodini 1’, 60’ | Marcatori | 48’ Bonometti 83’ Riboldi |

| Arbitro: | Rondina (Vercelli) |

|  |           |                                    |
|  | Marcatori | 11’ Eccher 23’ Brutti 64’ Sabatino |

| Arbitro: | Bianchi (Como) |

|           |           |               |
| Ricco 72’ | Marcatori | 64’ Bonometti |

| Arbitro: | Mauri (Trento) |

|             |           |              |
| Riboldi 67’ | Marcatori | 39’ Degrassi |

| Arbitro: | Pasqua (L'Aquila) |

|                                    |           |                                  |
| Parejo 2’, 6’ Pasqui 25’ Serra 85’ | Marcatori | 15’, 60’ Scarpellini 46’ Riboldi |

| Arbitro: | Sechi (Sassari) |

|                                                       |           |  |
| Domenichetti 36’ Iannella 64’ Fuselli 72’ Vitanza 78’ | Marcatori |  |

| Arbitro: | Squintani (Cremona) |

|  |           |                    |
|  | Marcatori | 39’, 54’ Cavallini |

| Arbitro: | Mauri (Trento) |

|                                                                        |           |               |
| Paliotti 2’ Gabbiadini 3’, 81’ Panico 10’, 12’, 32’, 89’ Boni 69’, 77’ | Marcatori | 86’ Bonometti |

| Arbitro: | Cretti (Lovere) |

|                                                                 |           |  |
| Ravasio 23’ Riboldi 28’, 52’ Bonometti 48’, 58’ Scarpellini 93’ | Marcatori |  |

| Arbitro: | Campana (Seregno) |

|  |           |                        |
|  | Marcatori | 93’ (rig.) Scarpellini |

#### Girone di ritorno
| Arbitro: | Matteo Ravanello (Castelfranco Veneto) |

|             |           |  |
| Brumana 21’ | Marcatori |  |

| Arbitro: | Alessio Cretti (Lovere) |

|                 |           |            |
| Scarpellini 47’ | Marcatori | 58’ Parodi |

| Arbitro: | Giovanni Sorrentino (Mantova) |

|            |           |  |
| Nasuti 86’ | Marcatori |  |

| Arbitro: | Luca Faggin (Saronno) |

|                    |           |                                 |
| Bonometti 51’, 73’ | Marcatori | 16’ Vinci 30’ Österle 88’ Ricco |

| Arbitro: | Giovanni Baccini (Conegliano) |

|  |           |                 |
|  | Marcatori | 67’ Scarpellini |

| Arbitro: | Massimo Molinaroli (Verona) |

|  |           |            |
|  | Marcatori | 53’ Parejo |

| Arbitro: | Nicola Zuliani (Biella) |

|  |           |                                  |
|  | Marcatori | 9’ Iannella 17’ Tona 86’ Fuselli |

| Arbitro: | Lorenzo Gallas (Udine) |

|                 |           |  |
| Bortot 51’, 73’ | Marcatori |  |

| Arbitro: | Marco Rondina (Vercelli) |

|  |           |                                            |
|  | Marcatori | 11’, 47’ Gabbiadini 66’ Panico 89’ Girelli |

| Arbitro: | Marco Pelanda (Treviglio) |

|  |           |                     |
|  | Marcatori | 2’, 86’ Scarpellini |

| Arbitro: | Luca Faggin (Saronno) |

|            |           |              |
| Picchi 78’ | Marcatori | 90’ Piccinno |

### Coppa Italia

#### Prima fase
Girone G
| Almenno San Salvatore 7 settembre 2008 | Atalanta | 5 – 1 | Brescia | Centro pol. com. F.lli Pedretti |

| Trento 14 settembre 2008 | Trento | 3 – 9 | Atalanta | Stadio Briamasco |

| Almenno San Salvatore 20 settembre 2008 | Atalanta | 2 – 0 | Mozzanica | Centro pol. com. F.lli Pedretti |

| Verona 10 gennaio 2009 | Bardolino Verona | 5 – 0 | Atalanta | Stadio Aldo Olivieri |

## Statistiche

### Statistiche di squadra
| Competizione | Punti | In casa | In casa | In casa | In casa | In casa | In casa | In trasferta | In trasferta | In trasferta | In trasferta | In trasferta | In trasferta | Totale | Totale | Totale | Totale | Totale | Totale | DR  |
| Competizione | Punti | G       | V       | N       | P       | Gf      | Gs      | G            | V            | N            | P            | Gf           | Gs           | G      | V      | N      | P      | Gf     | Gs     | DR  |
| ------------ | ----- | ------- | ------- | ------- | ------- | ------- | ------- | ------------ | ------------ | ------------ | ------------ | ------------ | ------------ | ------ | ------ | ------ | ------ | ------ | ------ | --- |
| Serie A      | 17    | 11      | 1       | 3       | 7       | 12      | 22      | 11           | 3            | 2            | 6            | 11           | 23           | 22     | 4      | 5      | 13     | 23     | 45     | -22 |
| Coppa Italia | -     | -       | -       | -       | -       | -       | -       | -            | -            | -            | -            | -            | -            | 4      | 3      | 0      | 1      | 16     | 9      | +7  |
| Totale       | -     | -       | -       | -       | -       | -       | -       | -            | -            | -            | -            | -            | -            | 26     | 7      | 5      | 14     | 39     | 54     | -15 |

### Statistiche delle giocatori
| Giocatore      | Serie A  | Serie A | Serie A     | Serie A    | Coppa Italia | Coppa Italia | Coppa Italia | Coppa Italia | Totale   | Totale | Totale      | Totale     |
| Giocatore      | Presenze | Reti    | Ammonizioni | Espulsioni | Presenze     | Reti         | Ammonizioni  | Espulsioni   | Presenze | Reti   | Ammonizioni | Espulsioni |
| -------------- | -------- | ------- | ----------- | ---------- | ------------ | ------------ | ------------ | ------------ | -------- | ------ | ----------- | ---------- |
| C. Benedetti   | 13       | 0       | 1           | 0          | .            | .            | .            | .            | 13       | 0      | 1           | 0          |
| M. Bernardi    | 20       | 0       | 6           | 0          | .            | .            | .            | .            | 20       | 0      | 6           | 0          |
| C. Bonometti   | 19       | 8       | 1           | 0          | .            | .            | .            | .            | 19       | 8      | 1           | 0          |
| M. Brasi       | 19       | 0       | 1           | 1          | .            | .            | .            | .            | 19       | 0      | 1           | 1          |
| A. Caio        | 21       | 0       | 1           | 0          | .            | .            | .            | .            | 21       | 0      | 1           | 0          |
| E. Catania     | 16       | 0       | 3           | 0          | .            | .            | .            | .            | 16       | 0      | 3           | 0          |
| F. Fenaroli    | 9        | 0       | 0           | 0          | .            | .            | .            | .            | 9        | 0      | 0           | 0          |
| G. Ferrandi    | 19       | 0       | 0           | 0          | .            | .            | .            | .            | 19       | 0      | 0           | 0          |
| C. Filippi     | 8        | -15     | 0           | 0          | .            | .            | .            | .            | 8        | -15    | 0           | 0          |
| C. Frigerio    | 1        | 0       | 0           | 0          | .            | .            | .            | .            | 1        | 0      | 0           | 0          |
| M. Gamba       | 14       | -30     | 0           | 0          | .            | .            | .            | .            | 14       | -30    | 0           | 0          |
| M. Mammana     | 16       | 0       | 3           | 0          | .            | .            | .            | .            | 16       | 0      | 3           | 0          |
| C. Nespoli     | 16       | 0       | 2           | 0          | .            | .            | .            | .            | 16       | 0      | 2           | 0          |
| A. Pandolfi    | 2        | 0       | 0           | 0          | .            | .            | .            | .            | 2        | 0      | 0           | 0          |
| V. Pedretti    | 2        | 0       | 0           | 0          | .            | .            | .            | .            | 2        | 0      | 0           | 0          |
| R. Picchi      | 13       | 1       | 0           | 0          | .            | .            | .            | .            | 13       | 1      | 0           | 0          |
| R. Ravasio     | 16       | 1       | 1           | 0          | .            | .            | .            | .            | 16       | 1      | 1           | 0          |
| P. Riboldi     | 20       | 5       | 0           | 1          | 3            | 4            | .            | .            | 23       | 9      | 0           | 1          |
| A. Rota        | 18       | 0       | 0           | 0          | .            | .            | .            | .            | 18       | 0      | 0           | 0          |
| A. Scarpellini | 21       | 8       | 1           | 0          | .            | .            | .            | .            | 21       | 8      | 1           | 0          |
| G. Spini       | 0        | 0       | 0           | 0          | .            | .            | .            | .            | 0        | 0      | 0           | 0          |